# Не в себе
«Не в себе» (англ. Unsane) — американский психологический триллер 2018 года режиссёра Стивена Содерберга по сценарию Джонатана Бернштайна и Джеймса Грира. Главные роли исполнили Клэр Фой и Джошуа Леонард. Сюжет повествует о женщине, которую принудительно помещают в психиатрическую лечебницу, где работает ранее преследовавший её сталкер.
Мировая премьера состоялась 21 февраля 2018 года во внеконкурсной программе Берлинского кинофестиваля. Фильм вышел в кинотеатральный прокат США 23 марта 2018 года, в России — 29 марта.

## Сюжет
Сойер Валентини — молодая женщина, которой пришлось уехать из родного города, чтобы скрыться от преследующего её навязчивого поклонника Дэвида Страйна. Перенесённые психологические травмы не позволяют ей нормально общаться с мужчинами, поэтому она записывается на консультацию в психиатрическую лечебницу Хайленд-Крик. Во время приёма Сойер неосознанно подписывает бумагу, где даётся её согласие на 24-часовую госпитализацию. Поняв свою ошибку, она требует её отпустить и вызывает полицию, но те, увидев подписанные документы, ничего не предпринимают. После того, как у Сойер возникает конфликт с другим пациентом и медперсоналом, врач-психиатр приказывает оставить её в больнице ещё на неделю. Она также начинает враждовать с пациенткой Вайолет, прячущей в одежде самодельное лезвие.
Сосед по палате Нейт Хоффман сообщает Сойер, что руководство больницы занимается мошенничеством с медицинскими страховками для получения прибыли. Они обманным путём заставляют людей подписывать документы на госпитализацию, держат их до прекращения платежей от страховых компаний, а затем «вылечивают» и выписывают. Сойер узнаёт в одном из санитаров своего преследователя, работающего под именем Джордж Шоу.
Сойер замечает, что Нейт тайно от персонала пользуется сотовым телефоном, и уговаривает его дать ей позвонить своей матери Анджеле. Сойер сообщает ей, что против воли удерживается в больнице, впервые рассказывает о преследовании и находящемся рядом сталкере. Руководство больницы отказывает Анджеле в выписке дочери, но разрешает с ней встретиться, и она обещает Сойер вызволить её. Дэвид вводит Сойер ударную дозу метилфенидата, что делает её агрессивной и дезориентированной. Этим же вечером он проникает в номер отеля, куда заселяется Анджела, представившись ей сотрудником. Сойер рассказывает Нейту о Дэвиде — тот был сыном пациента с синдромом Альцгеймера в хосписе, где она когда-то работала. После смерти отца одержимый невзаимной влюблённостью Дэвид начал её преследовать. 
Увидев, что Сойер много общается с Нейтом, Дэвид чувствует ревность. Он оглушает Нейта ударом по голове, а затем тащит в подвал, где пытает электрошокером и вводит смертельную дозу фентанила. Персонал, обнаруживший его тело, не считает смерть подозрительной и делает заключение о передозировке наркотиками, так как Нейт ранее находился в больнице для «лечения» от зависимости. Вечером Сойер находит под подушкой телефон Нейта с фотографиями его пыток. Она тщетно пытается предупредить персонал, после чего её помещают в одиночную смирительную палату. 
Дэвид приходит к Сойер в палату и говорит, что хочет забрать её в свою секретную хижину в лесу, где они будут жить вместе. Но Сойер язвительно высмеивает его за трусость и отсутствие в его возрасте полового опыта с женщинами. Уязвлённый Дэвид начинает её душить, но останавливается и убегает. Тем временем в лесу находят тело настоящего Джорджа Шоу. Позже Дэвид возвращается и сообщает, что подделал документы о прекращении страховочных выплат, и администрация якобы выписала Сойер. Она манипулирует Дэвидом, говоря, что не хочет быть у него первой. Сойер убеждает его привести Вайолет и заняться с ней сексом, чтобы доказать, что тот не захочет оставить её, попробовав близость с другой. Дэвид приводит Вайолет в одиночную палату и пытается вступить с ней в связь. Сойер отвлекает их обоих, а затем выхватывает лезвие у Вайолет и вонзает его Дэвиду в шею, после чего убегает из палаты. Дэвид убивает Вайолет, ломая ей шею, и бросается в погоню за Сойер. Он настигает её на улице и вырубает. Сойер приходит в сознание в багажнике автомобиля рядом с трупом своей матери. Она выбирается из багажника и убегает в лес, но Дэвид вновь преследует её. Он ловит Сойер и ломает ей молотком лодыжку. Сойер в ответ вонзает ему в глаз нательный крест матери, а затем убивает его, перерезав шею лезвием.
В новостях сообщают, что якобы умерший от передозировки Нейт на самом деле был журналистом-расследователем под прикрытием, который отправился выявить мошеннические схемы в Хайленд-Крик. Полиция прибывает в больницу и обнаруживает труп Вайолет и блокнот Нейта, где он записывал все происходящие события. Администратора больницы арестовывают. Полгода спустя Сойер во время обеда с коллегой по работе видит мужчину, похожего на Дэвида. Она подходит к нему с ножом, но тот оборачивается, и Сойер понимает, что это не Дэвид. Она роняет нож и в панике убегает.

## В ролях
- Клэр Фой — Сойер Валентини
- Джошуа Леонард — Дэвид Страйн
- Джей Фэро[англ.] — Нейт Хоффман
- Джуно Темпл — Вайолет
- Эйми Маллинз — Эшли Брайтерхаус
- Эми Ирвинг — Анджела Валентини
- Мэтт Деймон — детектив Фергюсон
- Рауль Кастильо — Джейкоб

## Производство
В июле 2017 года Стивеном Содербергом было анонсировано, что совместно с Клэр Фой и Джуно Темпл в обстановке секретности будут проводиться съёмки фильма. Фильм был снят на iPhone 7 Plus в разрешении 4K с помощью приложения FiLMiC Pro и выпущен через компанию Содерберга Fingerprint Releasing. В августе 2017 года Джей Фэро подтвердил своё участие в фильме.

## Релиз
Премьерный показ фильма состоялся 21 февраля 2018 года в рамках внеконкурсной программы 68-го Берлинского кинофестиваля. Два дня спустя фильм дебютировал в североамериканском прокате, а 29 марта — в России.

## Критика
На агрегаторе Rotten Tomatoes фильм имеет рейтинг 80 % на основании 234 рецензий. Критический консенсус сайта гласит: «„Не в себе“ раскрывает Стивена Содерберга как мастера фильмов категории B, вступившего на территорию психологического триллера и обеспечившего высокотехнологичное кинопроизводство». На агрегаторе Metacritic рейтинг фильма составил 63 балла из 100 на основании 45 «в целом благоприятных» рецензий.